# 江戸 (鉄道車両)

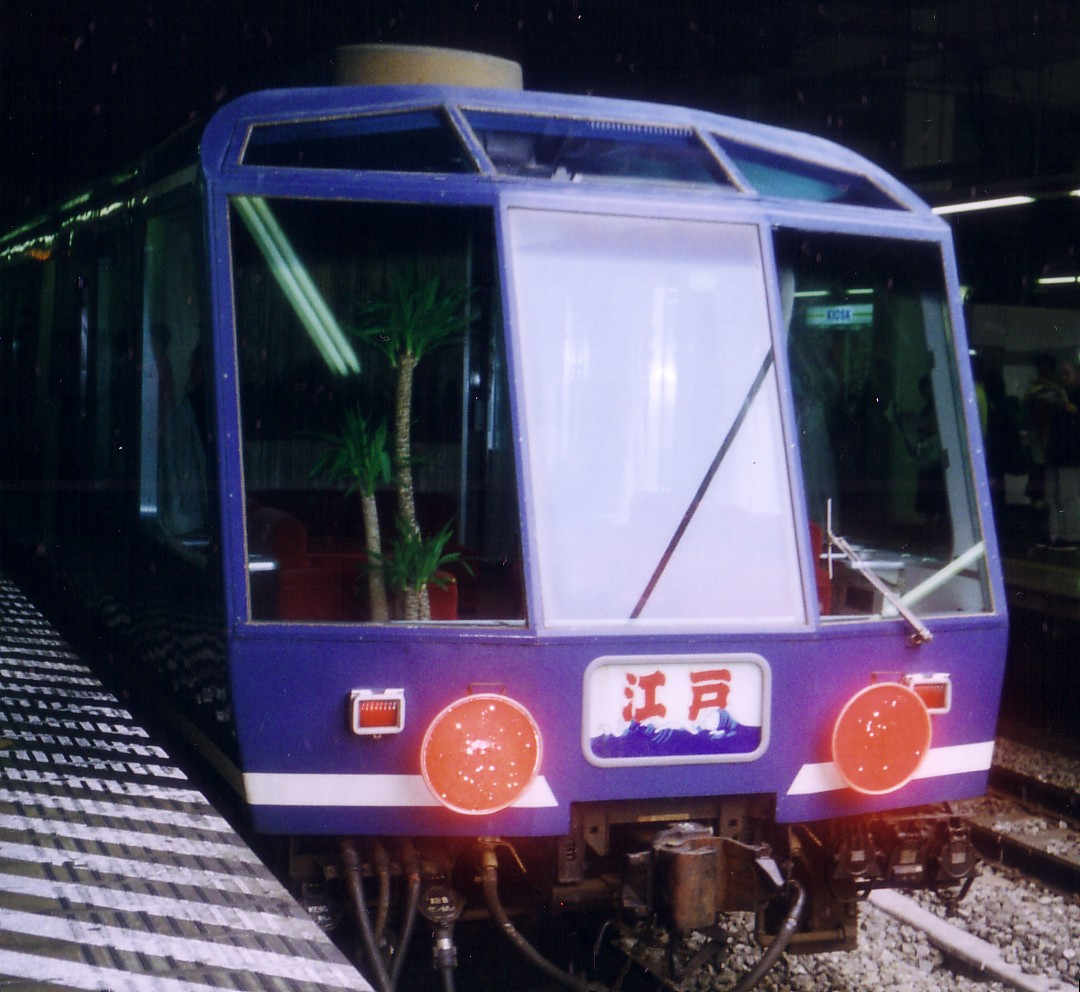
江戸

江戸（えど）は、日本国有鉄道（国鉄）・東日本旅客鉄道（JR東日本）が1986年（昭和61年）から2000年（平成12年）まで保有していた鉄道車両（客車）で、ジョイフルトレインと呼ばれる車両の一種である。

## 概要
国鉄東京南鉄道管理局（南局）では、1981年（昭和56年）よりスロ62形・スロフ62形客車を改造した和式客車であるスロ81形・スロフ81形客車の6両編成を運用していた。
しかし、他の鉄道管理局ではよりサービスレベルの高い12系客車改造の和式客車が登場しており、さらなるサービス向上のため、1986年に新しい感覚の和式客車を登場させることになったものである。

## 車両
いずれの車両も12系客車より改造されており、両端の車両はスロフ12形800番台、中間の車両はオロ12形800番台である。改造はロビーカーや和式客車、欧風客車「サロンエクスプレス東京」などの改造で実績のある大宮工場（現・大宮総合車両センター）が担当した。各車の愛称は、東京下町（江戸）の地名から採られた。
全車両がグリーン車扱いであった。
- 1号車：スロフ12 825（旧スハフ12 124）「鳥越」 - 定員32人
- 2号車：オロ12 849（旧オハ12 323）「湯島」 - 定員40人
- 3号車：オロ12 850（旧オハ12 335）「深川」 - 定員40人
- 4号車：オロ12 851（旧オハ12 336）「花川戸」 - 定員40人
- 5号車：オロ12 852（旧オハ12 324）「向島」 - 定員40人
- 6号車：スロフ12 826（旧スハフ12 123）「柴又」 - 定員32人

### デザインコンセプト
単なる畳敷きのお座敷列車ではなく、和洋折衷タイプにすることにより、広い年代層の利用を考慮した車両とした。
このため、「和式客車は年配者向け」というイメージからの脱却を図るべく、車体外部塗色は青15号のベースカラーに赤1号とクリーム10号の帯を入れている。展望室と一般客室の境界付近には「南」局を示す「S」マークを大きく入れ、目に付きやすくするとともに「乗ってみたい」と思わせることをねらった。

### 緩急車
両端の1号車と6号車が該当する。

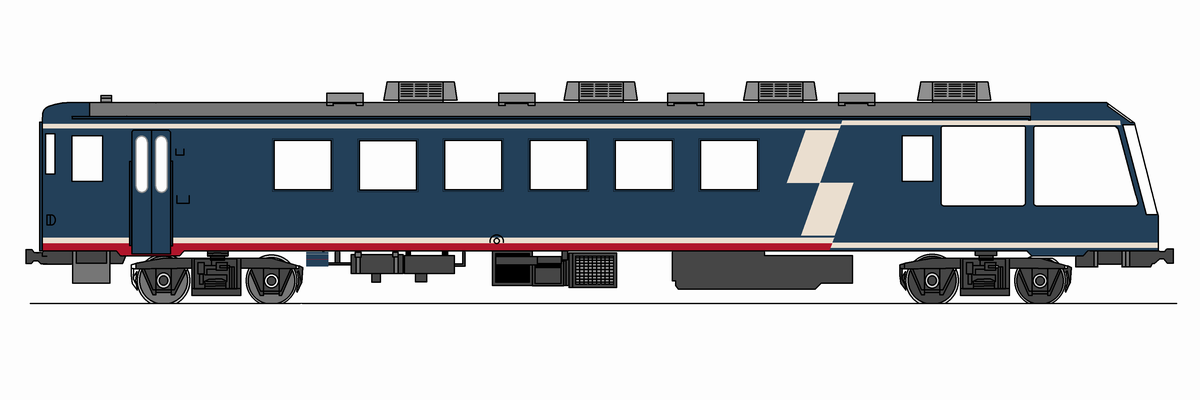
スロフ12形

スハフ12形の乗務員室側連結面を編成内側に向け、便所・洗面所を撤去した上で、車端部から6.2メートル分を展望室とした。展望室はフリースペースのサロンとしても用いられるため、1人がけソファーを5脚設置し、さらにL字型4人がけソファーを設置した。ソファーに着席した際の視界を大きく取れるように、サロンエクスプレス東京のような3枚構成の二重合わせガラスとしたほか、屋根部分にも3枚ガラスの箇所を設けた。また、側面ガラスも窓の下辺を床から65センチメートルとし、幅1.8メートル、高さ1.28メートルの大窓とした。展望室と客室の間は業務用室とした。
客室中央部には欄間を設置し、カーテンで2室に区切ることも可能である。デッキ側にはジュースクーラーを設置した。
本形式では床下に発電用ディーゼルエンジンを設置することから、防音のため側面窓を開閉可能な2段窓からはめ殺しの固定窓に変更した。ただし、展望室隣接の1か所のみ開閉可能のまま残したほか、業務用室部分には下降式の開閉窓を設けている。

### 中間車
中間の2号車から5号車までが該当する。
オハ12形の便所・洗面所側の出入台（デッキ）を残し、反対側のデッキは扉を埋めた上で、談話室を設けた。談話室にはソファーをL字形に配置し、洋服収納棚も設けた。客室には2か所に欄間を設置し、カーテンで3室に区切ることも可能である。
本形式では側面窓は2段窓のままとした。

## 沿革
1986年（昭和61年）3月7日に運行を開始した。当初は品川運転所（現・東京総合車両センター田町センター）に配置されていたが、同所の車両無配置化に伴い尾久客車区（現・尾久車両センター）に転属した。
団体専用列車のほか、根府川駅で初日の出を観覧する臨時列車「熱海初日の出号」をはじめとする臨時列車にも使用された。しかし、老朽化に加え、客車列車のため機関車の付け替えなどに手間がかかり、速度面でダイヤ設定が難しくなったことから、2000年（平成12年）3月31日限りで運用を終了し廃車となった。